# 西経97度線
西経97度線（せいけい97どせん）は、本初子午線面から西へ97度の角度を成す経線である。北極点から北極海、北アメリカ、メキシコ湾、太平洋、南極海、南極大陸を通過して南極点までを結ぶ。
西経97度線は、東経83度線と共に大円を形成する。

## 通過する地域一覧
西経97度線は、北極点から南極点まで南に向かって以下の場所を通っている。
| 地理座標                                             | 国土・領土・領海           | 備考 |
| ---------------------------------------------------- | -------------------------- | --- |
| 北緯90度0分 西経97度0分 / 北緯90.000度 西経97.000度  | 北極海                     | アクセルハイバーグ島（ カナダヌナブト準州、北緯80度5分 西経96度46分 / 北緯80.083度 西経96.767度）の西を通過 フェイ諸島（英語版）（ カナダヌナブト準州、北緯79度38分 西経97度7分 / 北緯79.633度 西経97.117度）の東を通過 |
| 北緯78度44分 西経97度0分 / 北緯78.733度 西経97.000度 | カナダ                     | ヌナブト準州 — アマンドリングネス島 |
| 北緯77度48分 西経97度0分 / 北緯77.800度 西経97.000度 | 名前のない水域             | クレセント島（英語版）（ カナダヌナブト準州、北緯77度0分 西経97度5分 / 北緯77.000度 西経97.083度）の東を通過 |
| 北緯76度58分 西経97度0分 / 北緯76.967度 西経97.000度 | カナダ                     | ヌナブト準州 — パイオニア島（英語版） |
| 北緯76度57分 西経97度0分 / 北緯76.950度 西経97.000度 | ペニー海峡（英語版）       | スピット島（英語版）（ カナダヌナブト準州、北緯76度49分 西経97度0分 / 北緯76.817度 西経97.000度）の東を通過 デヴォン島（ カナダヌナブト準州、北緯76度44分 西経96度58分 / 北緯76.733度 西経96.967度）の西を通過 ジョンバロー島（英語版）（ カナダヌナブト準州、北緯76度36分 西経97度6分 / 北緯76.600度 西経97.100度）の東を通過 ハイドパーカー島（英語版）（ カナダヌナブト準州、北緯76度29分 西経97度5分 / 北緯76.483度 西経97.083度）の東を通過                                           |
| 北緯76度14分 西経97度0分 / 北緯76.233度 西経97.000度 | クイーンズ海峡（英語版）   | ドゥブー島（英語版）（ カナダヌナブト準州、北緯76度10分 西経96度58分 / 北緯76.167度 西経96.967度）の西を通過 ミルン島（英語版）（ カナダヌナブト準州、北緯75度36分 西経96度58分 / 北緯75.600度 西経96.967度）の西を通過 |
| 北緯75度30分 西経97度0分 / 北緯75.500度 西経97.000度 | カナダ                     | ヌナブト準州 — リトルコーンウォリス島（英語版） |
| 北緯75度27分 西経97度0分 / 北緯75.450度 西経97.000度 | マクドゥーガル湾（英語版） | トゥルーロ島（英語版）（ カナダヌナブト準州、北緯75度17分 西経97度6分 / 北緯75.283度 西経97.100度）の東を通過 |
| 北緯75度0分 西経97度0分 / 北緯75.000度 西経97.000度  | パリー海峡                 | |
| 北緯73度45分 西経97度0分 / 北緯73.750度 西経97.000度 | カナダ                     | ヌナブト準州 — プリンスオブウェールズ島 |
| 北緯73度37分 西経97度0分 / 北緯73.617度 西経97.000度 | ピール海峡（英語版）       | |
| 北緯73度16分 西経97度0分 / 北緯73.267度 西経97.000度 | カナダ                     | ヌナブト準州 — ビビアン島（英語版）、プレスコット島 |
| 北緯72度56分 西経97度0分 / 北緯72.933度 西経97.000度 | ブラウン湾（英語版）       | パンドラ島（英語版）（ カナダヌナブト準州、北緯72度47分 西経96度58分 / 北緯72.783度 西経96.967度）の西を通過 |
| 北緯72度44分 西経97度0分 / 北緯72.733度 西経97.000度 | ヤング湾（英語版）         | |
| 北緯72度38分 西経97度0分 / 北緯72.633度 西経97.000度 | カナダ                     | ヌナブト準州 — プリンスオブウェールズ島、ホブデー島（英語版） |
| 北緯71度43分 西経97度0分 / 北緯71.717度 西経97.000度 | フランクリン海峡（英語版） | |
| 北緯71度11分 西経97度0分 / 北緯71.183度 西経97.000度 | ラーセン海峡（英語版）     | |
| 北緯70度7分 西経97度0分 / 北緯70.117度 西経97.000度  | ジェイムズロス海峡         | クラレンス諸島（英語版）（ カナダヌナブト準州、北緯69度53分 西経97度12分 / 北緯69.883度 西経97.200度）の東を通過 |
| 北緯69度33分 西経97度0分 / 北緯69.550度 西経97.000度 | カナダ                     | ヌナブト準州 — キングウィリアム島 |
| 北緯68度34分 西経97度0分 / 北緯68.567度 西経97.000度 | シンプソン海峡（英語版）   | |
| 北緯68度21分 西経97度0分 / 北緯68.350度 西経97.000度 | カナダ                     | ヌナブト準州 マニトバ州（北緯60度0分 西経97度0分 / 北緯60.000度 西経97.000度から）- ウィニペグ湖を通過 |
| 北緯49度0分 西経97度0分 / 北緯49.000度 西経97.000度  | アメリカ合衆国             | ミネソタ州 ノースダコタ州（北緯47度50分 西経97度0分 / 北緯47.833度 西経97.000度から） サウスダコタ州（北緯45度56分 西経97度0分 / 北緯45.933度 西経97.000度から） ネブラスカ州（北緯42度46分 西経97度0分 / 北緯42.767度 西経97.000度から） カンザス州（北緯40度0分 西経97度0分 / 北緯40.000度 西経97.000度から） オクラホマ州（北緯37度0分 西経97度0分 / 北緯37.000度 西経97.000度から） テキサス州（北緯33度57分 西経97度0分 / 北緯33.950度 西経97.000度から）- 本土、サンノゼ島（英語版） |
| 北緯27度54分 西経97度0分 / 北緯27.900度 西経97.000度 | メキシコ湾                 | |
| 北緯20度30分 西経97度0分 / 北緯20.500度 西経97.000度 | メキシコ                   | ベラクルス州 プエブラ州（北緯19度18分 西経97度0分 / 北緯19.300度 西経97.000度から6km） ベラクルス州（北緯19度14分 西経97度0分 / 北緯19.233度 西経97.000度から） プエブラ州（北緯18度30分 西経97度0分 / 北緯18.500度 西経97.000度から） オアハカ州（北緯18度11分 西経97度0分 / 北緯18.183度 西経97.000度から） |
| 北緯15度47分 西経97度0分 / 北緯15.783度 西経97.000度 | 太平洋                     | |
| 南緯60度0分 西経97度0分 / 南緯60.000度 西経97.000度  | 南極海                     | |
| 南緯71度45分 西経97度0分 / 南緯71.750度 西経97.000度 | 南極大陸                   | 領有権主張のない地域 |